# 春風亭傳枝
春風亭 傳枝（しゅんぷうてい でんし）は、落語の柳派に属する名跡。
柳派の落語家が二ツ目に昇進前後で名乗ることが多い。新字体は「伝枝」。代々亭号は、春風亭、柳亭と多岐にわたり、この項目では春風亭傳枝について記述。
- 柳亭傳枝 - 当該項目で記述
- 六代目春風亭傳枝 - 後∶五代目桂文楽
- 七代目春風亭傳枝（1877年7月 - 1899年7月8日） - 二代目桂才賀の実子で五代目桂文楽の弟。はじめ父・二代目桂才賀の門下で桂秀吉。1895年に傳鏡、若枝と次々に改名。1897年に傳枝となったが夭折した。本名∶増田 秀吉。
- 八代目春風亭傳枝 - 後∶九代目柳亭芝楽
- 十代目春風亭傳枝 - 本項で詳細

十代目 春風亭 傳枝（しゅんぷうてい でんし、1972年1月5日 - ）。静岡県田方郡修善寺町（現：伊豆市）出身、落語芸術協会所属。出囃子は『さいさい節』。本名：菅沼 忠行。

## 経歴
東洋大学文学部印度哲学科卒業後、1997年7月に春風亭鯉昇に入門、9月に春風亭鯉三として楽屋入り。　
2001年9月に二ツ目昇進、瀧川鯉之助と改名。
2010年5月に春風亭鹿の子、三笑亭可龍、昔々亭慎太郎と共に真打昇進、十代目春風亭傳枝を襲名した。

## 芸歴
- 1997年
  - 7月∶春風亭鯉昇に入門。
  - 9月∶楽屋入り、前座名「鯉三」。
- 2001年9月∶二ツ目昇進、「瀧川鯉之助」と改名。
- 2010年5月∶真打昇進、「十代目春風亭傳枝」を襲名。

## 出囃子
- こいのぼり（2001年 - 2010年）
- さいさい節（2010年 - ）

## 人物
落語芸術協会のハワイアンバンド「アロハマンダラーズ」メンバー。
落語芸術協会の若手真打4名で結成しているユニット「ヨセゲー」のメンバー。他のメンバーは三遊亭遊喜、笑福亭里光、柳亭芝楽。

## 出演

### 映画
- 必死剣 鳥刺し（2010年、東映） - 切腹する重臣（瀧川鯉昇）の介錯役

### ラジオ
- 傳枝の伊豆市よもやま噺（FM IS みらいずステーション、土曜日）[1]